# Cendea de Olza
Pour les articles homonymes, voir Olza.
Cendea de Olza en espagnol, ou Oltza Zendea en basque, une municipalité de la communauté forale de Navarre, dans le Nord de l'Espagne.
Elle est située dans la zone linguistique mixte de la province.

## Géographie
Cendea de Olza est composée actuellement des villages suivants :
- Arazuri: 376 habitants.
- Artázcoz: 29 habitants.
- Asiáin: 153 habitantes.
- Ibero: 215 habitants.
- Izcue: 73 habitants.
- Izu: 30 habitants.
- Lizasoáin: 75 habitants.
- Olza: 51 habitants.
- Ororbia: 533 habitants.

## Démographie
| Évolution démographique                                        | Évolution démographique | Évolution démographique | Évolution démographique | Évolution démographique | Évolution démographique | Évolution démographique | Évolution démographique | Évolution démographique | Évolution démographique | Évolution démographique |
| 1996                                                           | 1998                    | 1999                    | 2000                    | 2001                    | 2002                    | 2003                    | 2004                    | 2005                    | 2006                    | 2007                    |
| -------------------------------------------------------------- | ----------------------- | ----------------------- | ----------------------- | ----------------------- | ----------------------- | ----------------------- | ----------------------- | ----------------------- | ----------------------- | ----------------------- |
| 1 216                                                          | 1 311                   | 1 328                   | 1 371                   | 1 422                   | 1 484                   | 1 460                   | 1 379                   | 1 322                   | 1 535                   | 1 558                   |
| Sources: Cendea de Olza et instituto de estadística de navarra |                         |                         |                         |                         |                         |                         |                         |                         |                         |                         |

## Personnalités
- Evaristo de Churruca y Brunet (Yzu, 1841 - Bilbao, 1917), ingénieur.
- Juan Martínez de Irujo Goñi (Ibero 1981). Pelotari.

### Sources
- (es) Cet article est partiellement ou en totalité issu de l’article de Wikipédia en espagnol intitulé « Cendea de Olza » (voir la liste des auteurs).